# Fontaine-le-Bourg
Fontaine-le-Bourg település Franciaországban, Seine-Maritime megyében. Lakosainak száma 1883 fő (2022. január 1.). Fontaine-le-Bourg Authieux-Ratiéville, Bosc-Guérard-Saint-Adrien, Claville-Motteville, Mont-Cauvaire, Montville és Saint-Georges-sur-Fontaine községekkel határos.

## Népesség
A település népességének változása:
| Lakosok száma | 1608 | 1716 | 1760 | 1759 | 1784 | 1809 | 1817 | 1843 | 1883 |
|               | 2013 | 2015 | 2016 | 2017 | 2018 | 2019 | 2020 | 2021 | 2022 |